# Bohdan Pniewski

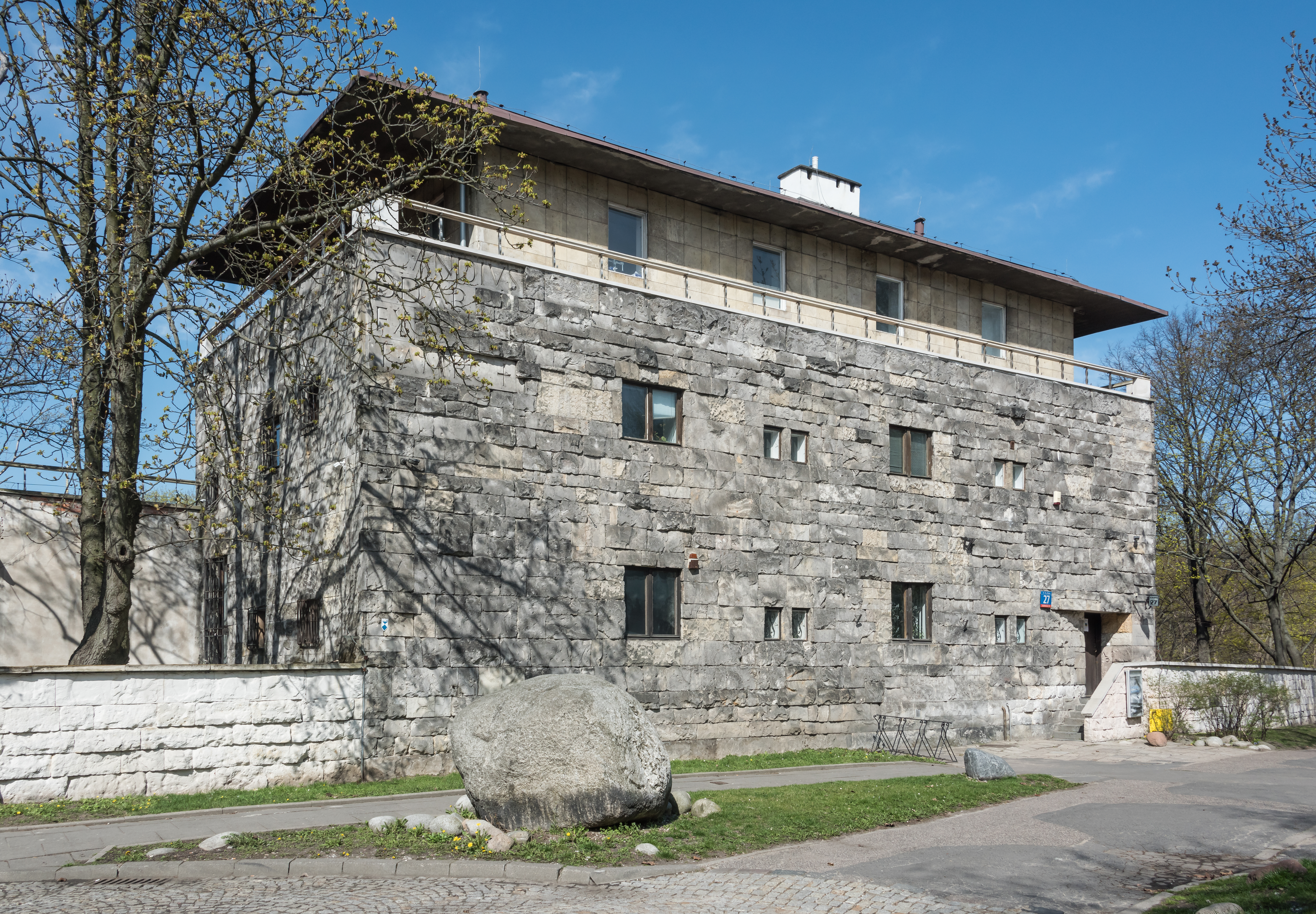
Willa własna w Warszawie

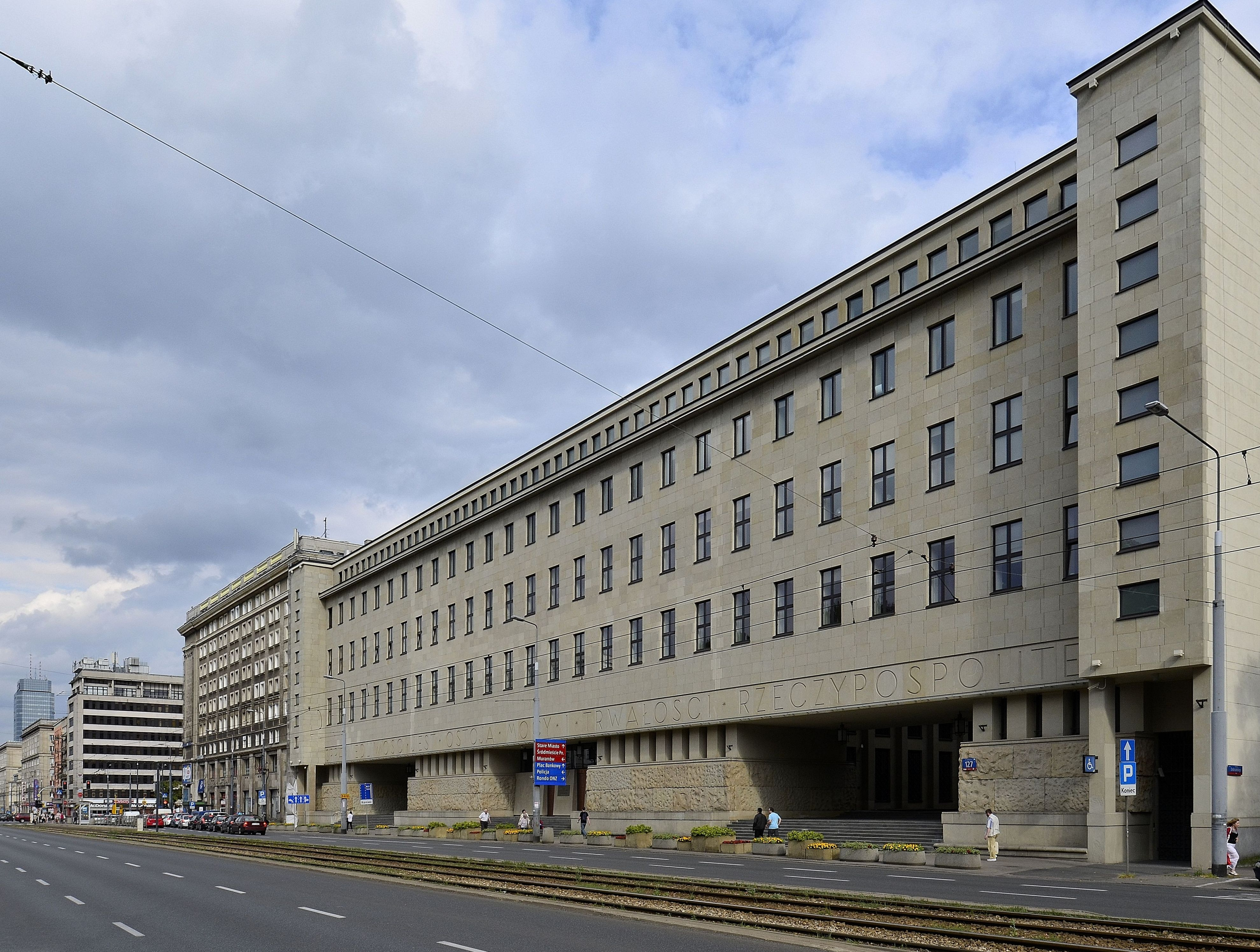
Monumentalny gmach Sądów Grodzkich przy ul. Leszno 53/55 (obecnie al. „Solidarności” 127) – największy projekt Pniewskiego zrealizowany przed II wojną światową

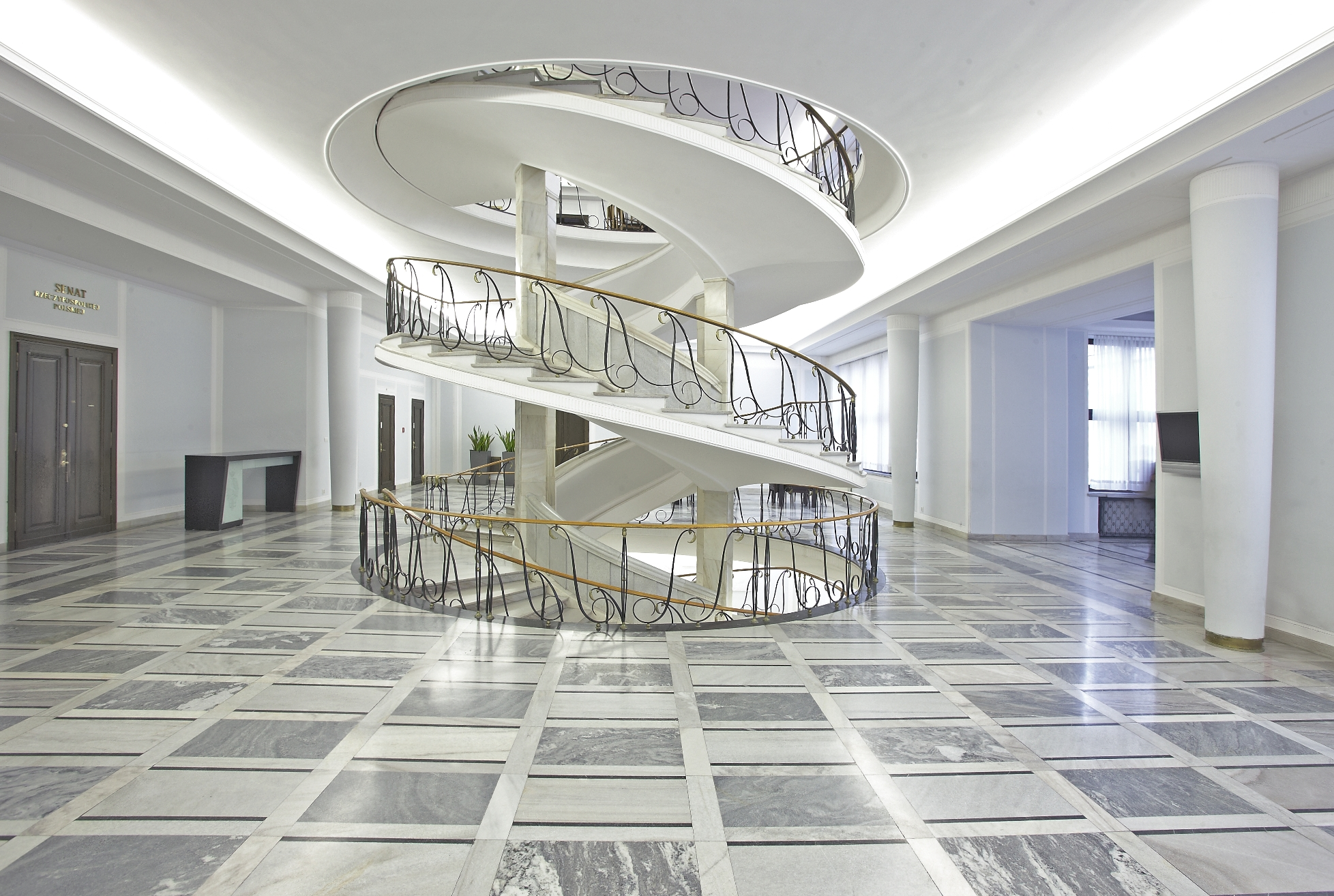
Owalne schody zaprojektowane przez Pniewskiego w budynku Senatu

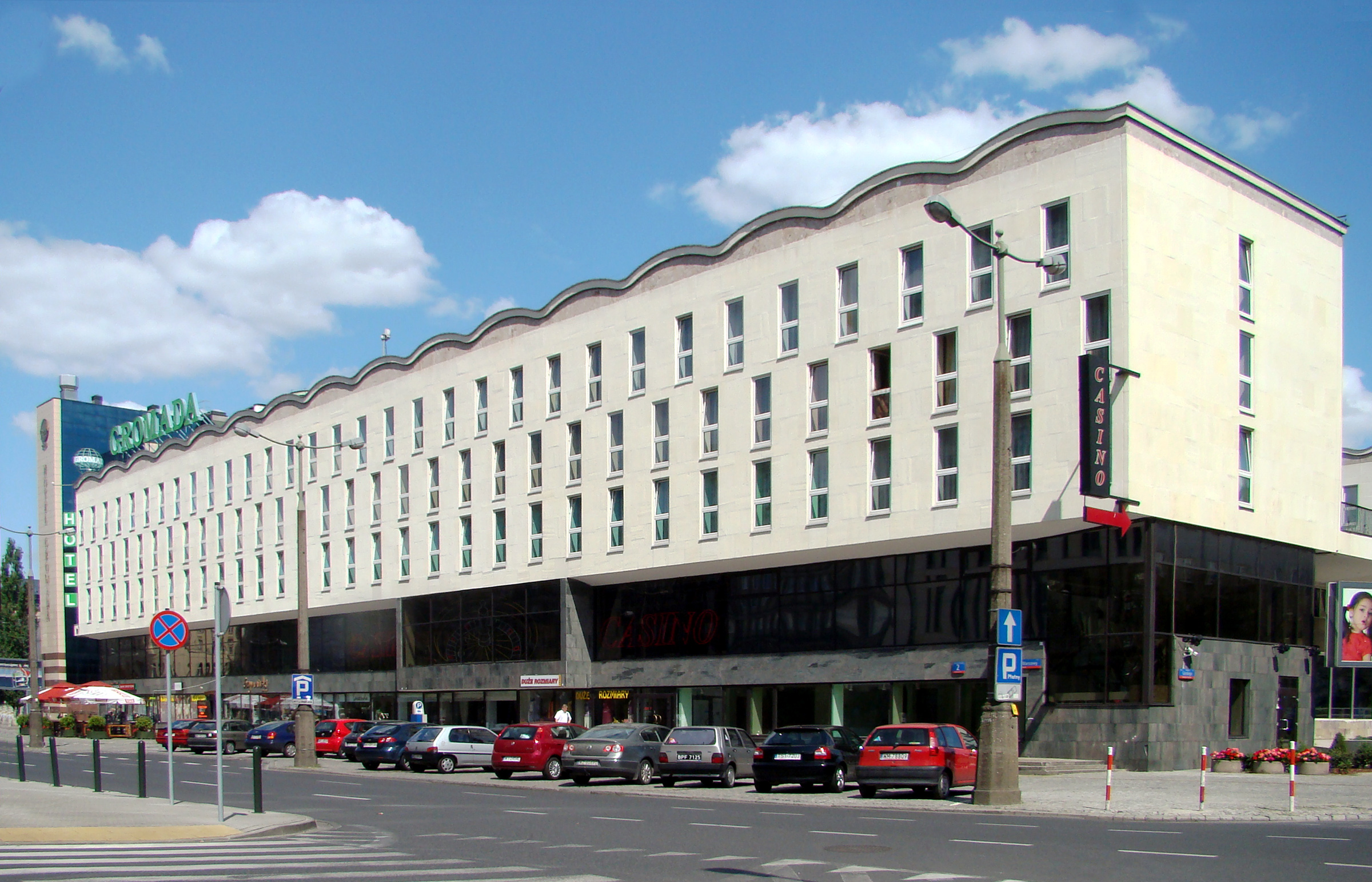
Dom Chłopa przy placu Powstańców 2. Falista linia dachu miała symbolizować rozkołysane łany zbóż

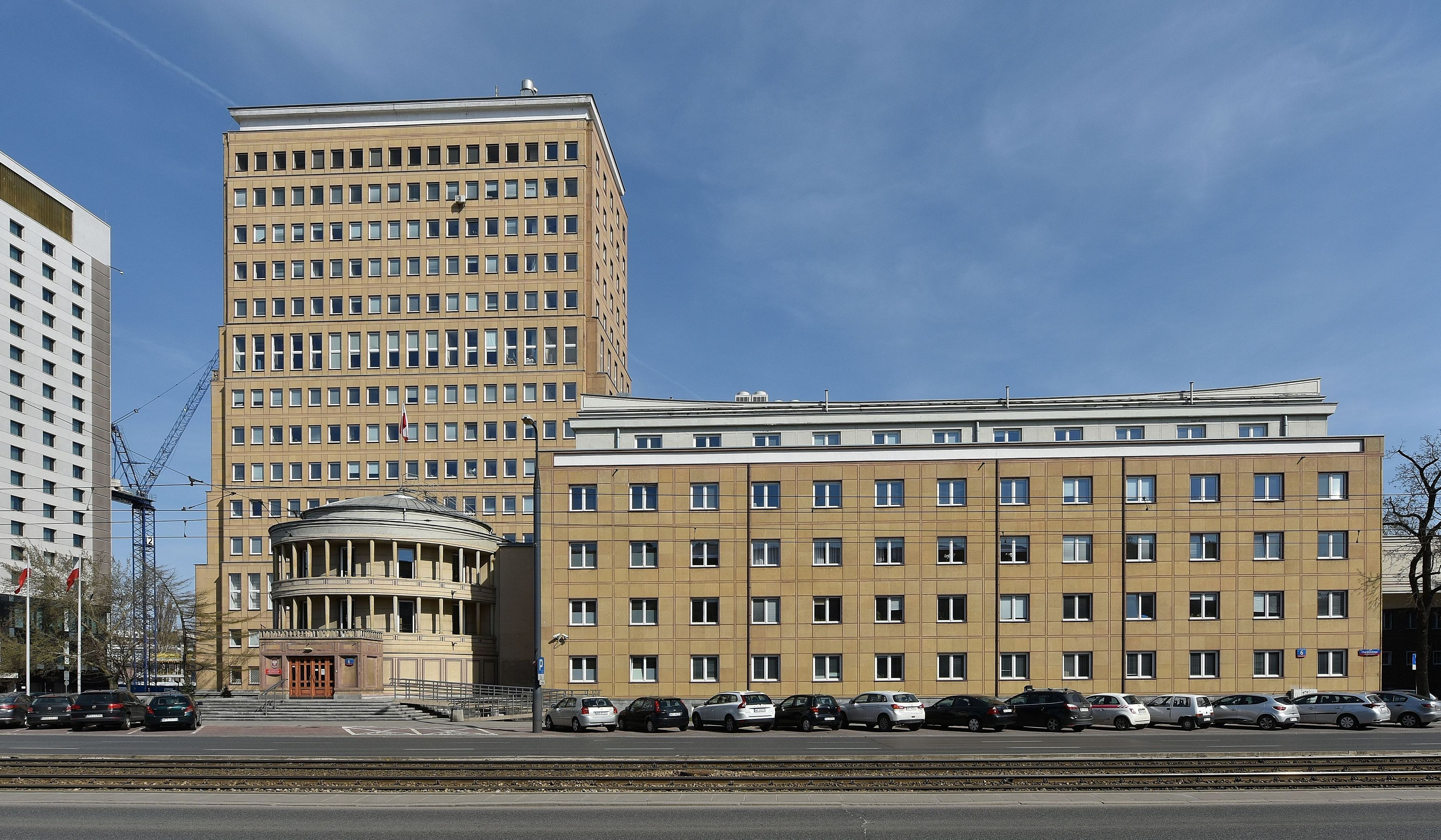
Kompleks budynków Ministerstwa Komunikacji

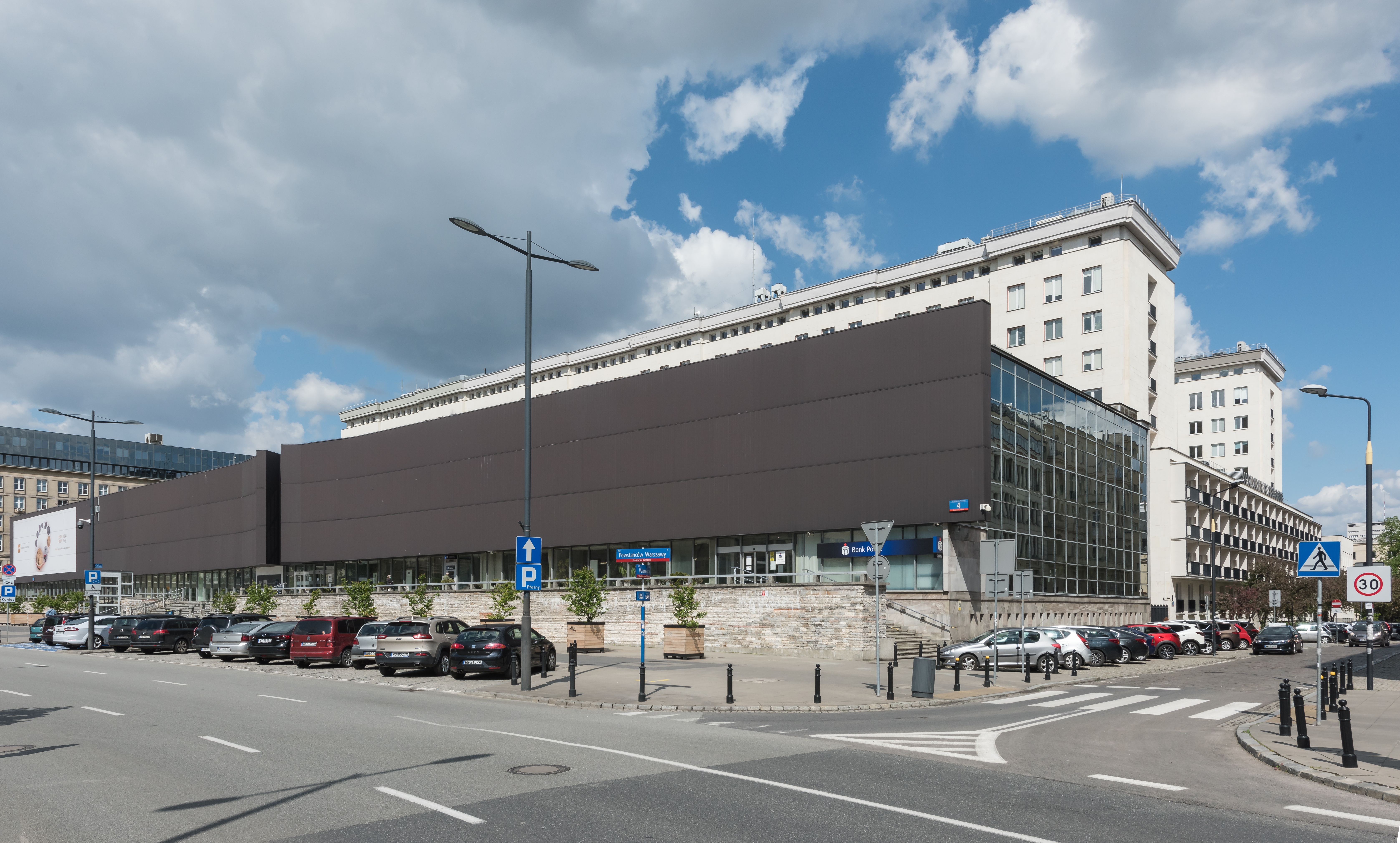
Gmach Narodowego Banku Polskiego

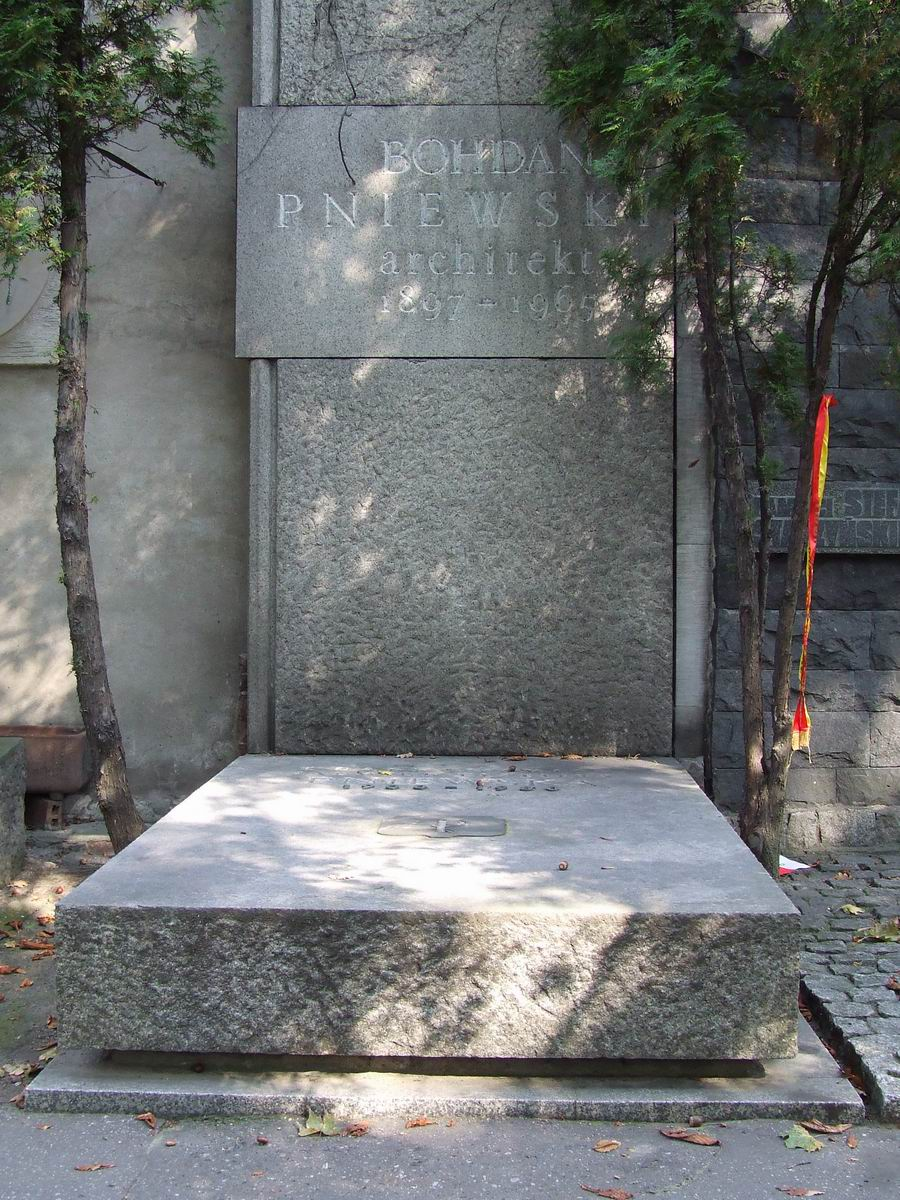
Grób Bohdana Pniewskiego na cmentarzu Powązkowskim w Warszawie

Bohdan Wiktor Kazimierz Pniewski (ur. 26 sierpnia 1897 w Warszawie, zm. 5 września 1965 tamże) – polski architekt, przedstawiciel modernizmu, profesor Politechniki Warszawskiej.

## Życiorys

### Dzieciństwo i młodość
Urodził się jako pierwsze z czworga dzieci urzędnika bankowego Wiktora Pniewskiego (1849–1918) i jego żony z drugiego małżeństwa Heleny z Kieszkowskich (1876–1965). W latach 1905–1906 chodził do szkoły przygotowawczej Karola Szulca, w latach 1906–1914 do Szkoły Realnej im. Stanisława Staszica, prowadzonej przez Stowarzyszenie Techników. Tutaj w czasie nauki wstąpił do konspiracyjnej Drużyny Skautowej im. Zawiszy Czarnego (od 1916 roku 16 Warszawskiej Drużyny Harcerzy im. Zawiszy Czarnego), której w latach 1915–1918 był drużynowym.
W 1914 roku wstąpił na Wydział Budowlany Szkoły Mechaniczno-Technicznej Hipolita Wawelberga i Stanisława Rotwanda przy ul. Mokotowskiej w Warszawie, poza tym odbywając praktykę u architektów: Jana Heuricha i Rudolfa Świerczyńskiego, według innych źródeł także u Karola Jankowskiego i Kazimierza Skórewicza. Mimo to w 1915 roku nie został przyjęty na właśnie otwarty Wydział Architektury Politechniki Warszawskiej i podjął działalność zarobkową jako grafik, uzyskując w latach 1916 i 1917 dwie nagrody w konkursach graficznych. W 1917 roku został przyjęty na Wydział Architektury, studia przerwały mu wydarzenia kolejnych lat (uczelnia była zamknięta od listopada 1918 r. do października 1919 r. i od lata do listopada 1920 r.).

### Okres międzywojenny
W listopadzie 1918 roku jako członek tzw. 5 kompanii POW w składzie batalionu harcerskiego, brał udział w rozbrajaniu Niemców. W 1920 roku w wojnie polsko-sowieckiej jako żołnierz 1 pułku szwoleżerów pod dowództwem płk. Gustawa Orlicz-Dreszera został ranny w nogę – za co został odznaczony Krzyżem Walecznych i po wyleczeniu zwolniony z wojska. W czasie leczenia poznał Jadwigę Elżbietę Dąbrowską (1900–1980), z którą zawarł związek małżeński 1 lutego 1922 roku. W 1923 roku urodziła się ich jedyna córka, Barbara Elżbieta.
W grudniu 1920 roku wrócił na studia i ukończył je z odznaczeniem 1 lutego 1923 roku, broniąc pracę dyplomową w katedrze projektowania monumentalnego u prof. Czesława Przybylskiego. Ponadto studiował rzeźbę u Tadeusza Breyera i Edwarda Wittiga. W okresie studiów należał do korporacji akademickiej Welecja. Po ich ukończeniu pozostał na uczelni, gdzie w 1946 roku objął profesurę na Politechnice, a w 1932 roku został profesorem Akademii Sztuk Pięknych.
9 lipca 1928 roku Prezydent RP mianował go podporucznikiem ze starszeństwem z 1 lipca 1925 roku i 140. lokatą w korpusie oficerów rezerwy inżynierii i saperów, a minister spraw wojskowych wcielił do 2 pułku Saperów Kaniowskich w Puławach.
Karierę architekta zaczynał jako bliski funkcjonalistycznej architekturze awangardowej. W tym okresie powstały dwie kolonie szeregowych domów: kolonia Słońce przy ul. Madalińskiego 83-95 na Mokotowie oraz Strzecha Urzędnicza przy ul. Kochowskiego i Niegolewskiego na Żoliborzu (koniec lat 20. XX w.). W 1928 roku zdobył I nagrodę w konkursie na poselstwo polskie (ambasadę) w Sofii i projektował coraz więcej budynków użyteczności publicznej np. budynek Sądów Grodzkich na Lesznie w Warszawie (1935–1939), jednak wiele jego projektów nie zostało z powodu wybuchu II wojny światowej zrealizowanych: Świątynia Opatrzności na Polu Mokotowskim (wygrane konkursy w latach 1930 i 1931) czy kompleks gmachów Polskiego Radia na Mokotowie. W czasie wojny uległ zniszczeniu także pałac Brühla przy ul. Wierzbowej – odrestaurowany przez Pniewskiego dla Ministerstwa Spraw Zagranicznych i uzupełniony o nowy pawilon z mieszkaniem ministra Józefa Becka.

### Okres wojenny i powojenny
Na początku II wojny światowej został zmuszony do opuszczenia swojej willi przy alei Na Skarpie (w tamtym czasie pod adresem al. Legionów 27). W czasie wojny brał udział w tajnym nauczaniu, jak również zasiadał w jury tajnych konkursów, organizowanych z myślą o odbudowie kraju.
Po wojnie wrócił do praktyki architektonicznej i akademickiej, a jego projekty początkowo nawiązywały do stylistyki lat 30. XX wieku, jak choćby zespół budynków Ministerstwa Komunikacji przy ul. Chałubińskiego (pierwszy powojenny wysokościowiec Warszawy i rotunda), budynki mieszkalne Narodowego Banku Polskiego przy ul. Boya-Żeleńskiego, a od 1948 roku realizacja kompleksu budynków sejmowych, dostawionych do przedwojennej sali posiedzeń projektu Kazimierza Skórewicza. W przypadku tej ostatniej realizacji uwagę zwraca detal architektoniczny, stworzony niejako wbrew ideologii realizmu socjalistycznego.
W 1952 roku został członkiem korespondentem, a w 1958 roku członkiem rzeczywistym PAN.
Nieco mniej udane są realizacje budynków Polskiego Radia (Mokotów, na rogu al. Niepodległości i ul. Malczewskiego) i Narodowego Banku Polskiego (Śródmieście, plac Powstańców Warszawy), na co wpłynęła wielokrotnie zmieniana koncepcja i pozbawienie detali architektonicznych. W 1949 roku usunięty z Akademii Sztuk Pięknych, zrehabilitowany w 1957 roku. W 1958 roku był członkiem Ogólnopolskiego Komitetu Frontu Jedności Narodu.
W latach 1957−1962 powstał sąsiadujący z NBP Dom Chłopa – jedno z wybitnych dzieł tego architekta. Ostatnim przedsięwzięciem była odbudowa i znaczna rozbudowa Teatru Wielkiego, co zaowocowało m.in. powstaniem nowej elewacji budynku od strony dzisiejszego placu marszałka J. Piłsudskiego (obecnie częściowo zasłonięta przez budynek Metropolitan) oraz widowni z zespołem reprezentacyjnych wnętrz.
Otwarcie ostatniego przedsięwzięcia Pniewskiego miało miejsce 20 listopada 1965 roku w czasie premiery Strasznego Dworu, już po śmierci architekta, która miała miejsce 5 września 1965 roku.
Zmarł w Warszawie, pochowany na cmentarzu Powązkowskim (Aleja Zasłużonych-1-76).

## Projekty
Większość projektów Bohdana Pniewskiego została zrealizowana w Warszawie.
- rozplanowanie ekspozycji oraz brama wjazdowa Wystawy Sanitarno-Higienicznej w Warszawie (ze Stefanem Siennickim, 1927)
- willa Ołdakowskich, ul. Obrońców 2, (1928)
- budynek Poselstwa Polskiego w Sofii (1928)
- kolonia Spółdzielni Mieszkaniowej „Słońce”, ul. Madalińskiego 83/87, 89/95 (1929–1931)
- pawilon Domu Mody Bogusław Herse na Powszechnej Wystawie Krajowej w Poznaniu (1929)
- pensjonat „Patria” w Krynicy-Zdroju (1932−1933)
- willa Zaleskich (Andrzeja Zaleskiego), ul. Rzymska 13 (1930–1931)
- kościół w Ostrówku k. Góry Kalwarii (1931–1932)
- domy jednorodzinne Spółdzielni Mieszkaniowej „Strzecha Urzędnicza”, ul. Niegolewskiego 10/22, ul. Kochowskiego 1/11 (1931)
- przebudowa pałacu Brühla w Warszawie (1933–1938)
- Kamienica Zakładu Ubezpieczeń Wzajemnych Izby Lekarskiej Warszawsko-Białostockiej, ul. Tamka 5 (1934)
- Bazylika Morska w Gdyni (1934, niezrealizowany)
- kamienica, ul. Smulikowskiego 5 (1934–1935)
- willa własna z pracownią, al. Na Skarpie 27 (1934–1935)
- willa Muszyńskiego i Urbanowicza, ul. Klonowa 6/8 (1935–1936)
- willa Luberta w Warce (po 1935)
- nowy pawilon Ministerstwa Spraw Zagranicznych (ul. Fredry, tzw. willa Becka, 1936–1937)
- gmach Sądów Grodzkich (tzw. Sądy na Lesznie, 1935−1939)
- kamienica Franciszka Nowickiego, ul. Konopnickiej 5 (1936–1938)
- pawilon polski na Wystawie Światowej w Paryżu (1937, z zespołem m.in. z Stanisławem Brukalskim, Bohdanem Lachertem i Józefem Szanajcą)
- kamienica J. Niechaya i Cz. Pukińskiego ul. Dynasy 8 (1937–1938)
- kolonia mieszkaniowa Towarzystwa Kredytowego Miejskiego/Spółdzielni Mieszkaniowej Pracowników NBP, ul. Boya-Żeleńskiego 4/6, ul. Polna 3 (1938–1939, 1946–1949)
- gmach Sądów Wojskowych przy placu Zwycięstwa (obecnie plac marszałka Józefa Piłsudskiego)/ul. Królewskiej 2 (1948–1949)
- gmach Narodowego Banku Polskiego w Warszawie (z zespołem, 1947−1955)
- nowy budynek Ministerstwa Komunikacji, ul. Chałubińskiego 4/6 (1948–1950)
- rozbudowa kompleksu budynków Sejmu (1948−1952)
- budynek mieszkalny pracowników Sejmu, ul. Górnośląska 24 (1949–1951)
- biurowiec Ministerstwa Obrony Narodowej, ul. Królewska 1/7 (1950)
- Szkoła Baletowa, ul. Moliera 4/6 (1952)
- budynek Polskiego Radia, al. Niepodległości 77/85 (1952–1957)
- odbudowa i rozbudowa Teatru Wielkiego w Warszawie (1953–1965)
- Dom Chłopa, plac Powstańców Warszawy 2, (1958–1961, z Małgorzatą Handzelewicz-Wacławek)
- Osiedle „Szosa Krakowska” na Ochocie (po 1964, z Leszkiem Kołaczem i Wacławem Parczewskim)
- gmach Archiwum Akt Nowych, ul. Hankiewicza 1 (1954–1956)
- szkice koncepcyjne budynku Teatru Żydowskiego w Warszawie (1964)
- Bazylika Trójcy Przenajświętszej i św. Anny w Prostyni (1946–1954)

### Projekty niezrealizowane
- Świątynia Opatrzności Bożej (1929, 1938)
- budynek Polskiego Radia (1938)
- regulacja placu Piłsudskiego (1935)
- kamienica przy ul. Foksal 12 (1939)
- kościół w Mościcach[15]

## Ordery i odznaczenia
- Krzyż Walecznych
- Złoty Krzyż Zasługi (dwukrotnie: 11 listopada 1936[16], 10 marca 1939[17])
- Złoty Wawrzyn Akademicki (4 listopada 1937)[18]
- Medal 10-lecia Polski Ludowej (14 stycznia 1955)[19]
- Krzyż Komandorski Orderu Wazów (Szwecja, 1938)[20]

## Nagrody
- Nagroda Państwowa I stopnia za wybitne projekty architektoniczne i osiągnięcia w dziedzinie wykonawstwa (1952)[21]

## Upamiętnienie
- W 2010 roku jego imieniem nazwano rondo u zbiegu ulic Drawskiej, Szczęśliwickiej i Dickensa na warszawskiej Ochocie[22].